# Grimeton
Grimeton est un village en Halland, Suède. Le village est connu pour la station radio de Grimeton, qui a été inauguré par le roi Gustave V de Suède 2 juillet 1925 inscrite au patrimoine mondial.

## Description
Grimeton est une localité située dans la commune suédoise de Varberg. Grimeton est surtout connue pour l'émetteur à ondes longues SAQ, construit en 1924, qui fonctionne comme un émetteur mécanique purement électromécanique. Le 2 juillet 2004, l'émetteur de Grimeton, qui est toujours en fonction, a été déclaré patrimoine mondial de l'UNESCO.
En 2015, le Statistiska centralbyrån a de nouveau désigné deux localités comme « småorter »  : Grimeton, près de l'ancienne gare du même nom de la ligne de chemin de fer Varberg-Ätran, ouverte en 1911, fermée en 1961 et démantelée par la suite, et le village-église d'origine de Grimetons kyrkby, situé  un peu plus de deux kilomètres au sud-est, qui n'a pas été répertorié comme « småort  » après 1995 en raison d'une population tombée en dessous de 50 habitants. L'émetteur d'ondes longues s'étend juste au sud-ouest de la route entre les deux villages.
L'église du village date du Moyen-Âge et a été rénovée en 1995. Le menhir Slummesten et le cimetière de Högaberg se trouvent à proximité.

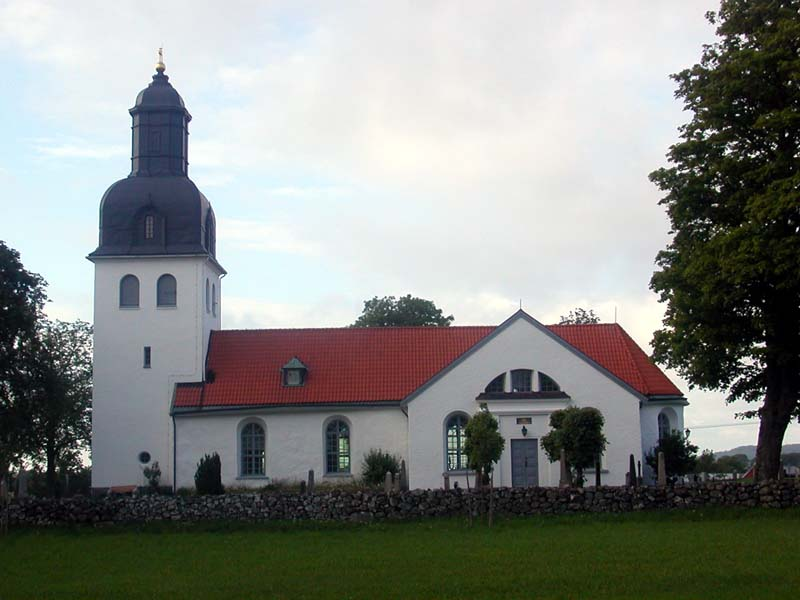
Église de Grimeton
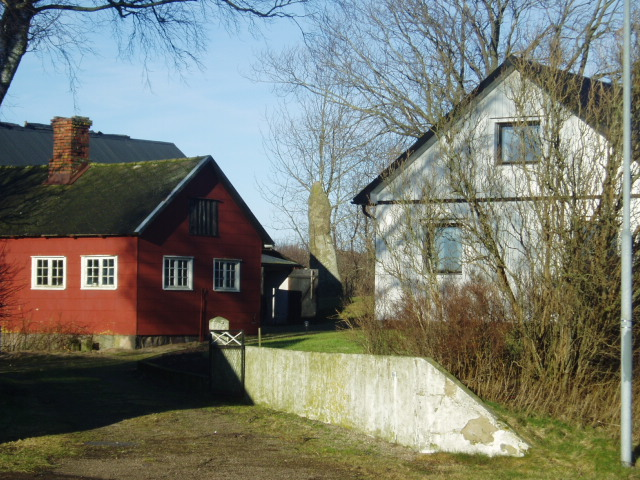
Une vue du lieu
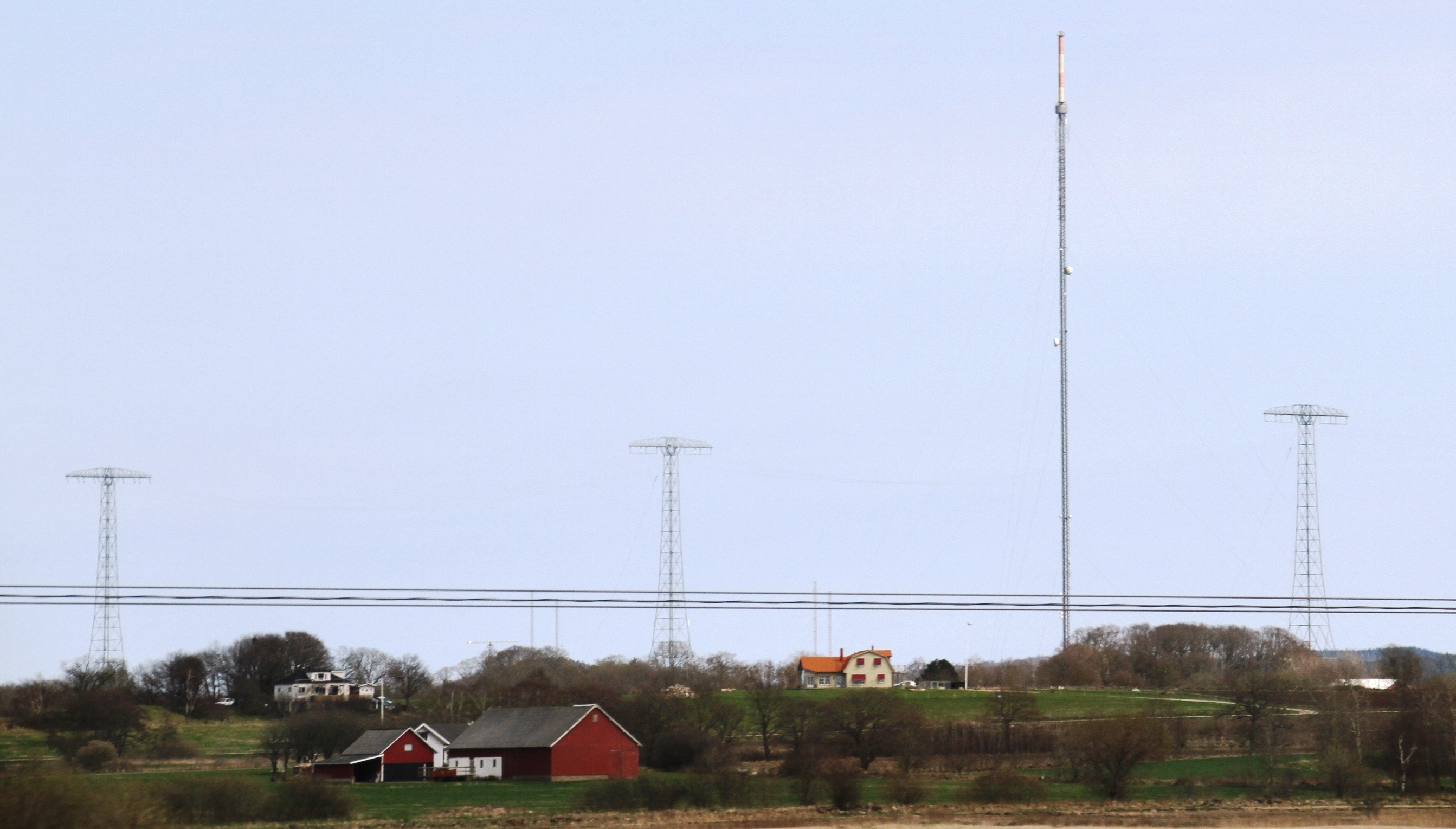
Émetteur à ondes longues